# Piotr Machrow
Piotr Siemionowicz Machrow, ros. Петр Семенович Махров (ur. 1 września 1876 r. w Tambowie, zm. 29 lutego 1964 r. w Cannes) – rosyjski wojskowy (generał lejtnant), emigracyjny publicysta i pisarz.

## Życiorys
Ukończył gimnazjum w Mińsku. W 1893 r. wstąpił do armii rosyjskiej. W 1897 r. ukończył junkierską szkołę piechoty w Wilnie. Służył w stopniu podporucznika w 117 Jarosławskim Pułku Piechoty. Następnie przeszedł do 119 Kołomienskiego Pułku Piechoty. W 1901 r. awansował do stopnia porucznika. Rozpoczął naukę w Nikołajewskiej Akademii Sztabu Generalnego, ale po wybuchu w 1904 r. wojny rosyjsko-japońskiej wyjechał ochotniczo na front. Walczył w szeregach 3 Armii Mandżurskiej. W 1905 r. awansowano go na sztabskapitana. W 1907 r. dokończył naukę w nikołajewskiej akademii sztabu generalnego. Mianowano go kapitanem. Objął dowództwo kompanii 105 Orenburskiego Pułku Piechoty. W 1909 r. pełnił funkcję starszego adiutanta w sztabie 4 Dywizji Kawalerii, a następnie zastępcy staszego adiutanta w sztabie Wileńskiego Okręgu Wojskowego. W 1912 r. został starszym adiutantem w sztabie 13 Dywizji Piechoty. Był autorem prac wojskowych pt. „Wojennaja tajna i wojennaja cenzura”, „Bałkanskaja wojna 1912 g.” i „Primienienije wozduchopławatielnych apparatow na wojnie”. 
Brał udział w I wojnie światowej. Na początku walk tymczasowo pełnił obowiązki szefa sztabu 34 Dywizji Piechoty, a następnie oficera sztabowego do specjalnych poruczeń w oddziale generał-kwatermistrza sztabu jednej z armii. Awansował na podpułkownika. Na pocz. 1915 r. został starszym adiutantem w oddziale generał-kwatermistrza sztabu 8 Armii. Pod koniec 1915 r. mianowano go pułkownikiem. Objął obowiązki generał-kwatermistrza sztabu 8 Armii. Od końca sierpnia 1916 r. był w Sewastopolu zastępcą szefa sztabu zarządu twierdzy morskiej imperatora Piotra Wielkiego do spraw frontu lądowego. Pod koniec stycznia 1917 r. objął dowództwo 13 Syberyjskiego Pułku Strzeleckiego. We wrześniu tego roku w stopniu generała majora został generał-kwatermistrzem sztabu 12 Armii. Od pocz. października pełnił obowiązki generał-kwatermistrza sztabu Frontu Południowo-Zachodniego. Następnie objął obowiązki szefa sztabu dowódcy Frontu Południowo-Zachodniego. W styczniu 1918 r. przybył do Połtawy. Pod koniec 1918 r., kiedy zbliżały się wojska bolszewickie, udał się przez Odessę na Krym, gdzie wstąpił do wojsk Białych gen. Antona I. Denikina. Pod koniec lutego 1919 r. został zastępcą szefa działań wojennych Ochotniczej Armii Krymsko-Azowskiej. W kwietniu tego roku przybył do Jekaterynodaru, po czym od czerwca pełnił funkcję szefa działań wojennych Armii Kaukaskiej. Od końca stycznia 1920 r. był szefem działań wojennych Armii Kubańskiej. Pod koniec lutego tego roku został generał-kwatermistrzem sztabu, zaś w poł. marca szefem sztabu Sił Zbrojnych Południa Rosji. Na pocz. czerwca mianowano go generałem lejtnantem. Od poł czerwca był przedstawicielem wojskowym gen. Piotra N. Wrangla w Polsce, gdzie przybył w poł. października. Otrzymał rozkaz sformowania 3 Armii Rosyjskiej. Jednakże po zawarciu przez Polaków i Sowietów zawieszenia broni okazało się to nieaktualne. Generał P. S. Machrow pełnił swoją funkcję w Polsce do końca grudnia 1924 r., po czym wyjechał do Paryża. W 1932 r. zamieszkał w Cannes. Prowadził prywatne kursy języka rosyjskiego i angielskiego.  Pod koniec lat 30. napisał książki pt. „Kto i poczemu mog pochitit´ gienierała Kutiepowa i gienierała Millera?” i „Czto nam diełat´?”. Dzień po ataku wojsk niemieckich na ZSRR 22 czerwca 1941 r., zgłosił się do ambasady sowieckiej w Paryżu z pismem wyrażającym prośbę wysłania go do ojczyzny w celu wstąpienia do armii, nawet w stopniu szeregowego. Nie otrzymał na nie odpowiedzi. Pod koniec sierpnia tego roku został aresztowany przez służby Francji Vichy i osadzony w obozie internowania. Na pocz. grudnia wypuszczono go na wolność w wyniku interwencji gen. Henri Alberta Niessela, byłego dowódcy francuskiej misji wojskowej w Polsce. Początkowo został pozbawiony praw wynikających z posiadania statusu emigranta politycznego, ale po pewnym czasie odzyskał je. W latach 50. napisał wspomnienia, które są przechowywane w archiwum bachmietewskim w Columbia University. Był też autorem książki pt. „Istoriczeskaja pamiatka o Wilenskom wojennom ucziliszcze” i licznych artykułów w rosyjskich pismach emigracyjnych. Pośmiertnie w 1994 r. opublikowano większą część jego wspomnień pt. „Machrow P. S. W Biełoj armii gienierała Dienikina”. Odznaczony Szablą św. Jerzego, Orderem Świętej Anny III i IV klasy, Orderem Świętego Stanisława III klasy.